# Scytalognatha abluta
Scytalognatha abluta är en fjärilsart som beskrevs av Diakonoff 1956. Scytalognatha abluta ingår i släktet Scytalognatha och familjen vecklare. Inga underarter finns listade i Catalogue of Life.